# Douglas Mackay Henderson
Douglas Mackay Henderson (* 30. August 1927 in Blairgowrie; † 10. November 2007 in Inverness) war ein britischer Mykologe.
Sein botanisch-mykologisches Autorenkürzel lautet „D.M.Hend.“.
Im Jahr 1948 schloss er sein Studium in Botanik an der Universität Edinburgh ab. Ab 1951 war er am Royal Botanic Garden Edinburgh tätig. Von 1970 bis 1987 war er Regius Keeper (Direktor) des Botanischen Gartens.
Sein Interesse galt insbesondere den Rost- und Brandpilzen. Er initiierte das Flora of Bhutan Project, in dessen Verlauf über 6000 Arten aufgenommen wurden.
1966 wurde er Fellow der Royal Society of Edinburgh.